# Monumento al Sagrado Corazón de Jesús (Soria)
El monumento al Sagrado Corazón de Jesús se encuentra situado en el parque del Castillo de la ciudad de Soria. Se localiza en una pequeña explanada que hay frente al depósito de agua de 1904, una de las mejores vistas de la ciudad.
Fue mandado construir por el Ayuntamiento de Soria siguiendo una piadosa recomendación que se extendía por todo el país a raíz de la consagración de todo el género humano al Sagrado Corazón de Jesús, llevada a cabo por el Papa León XIII en el Año Santo de 1900 y la consagración pública de España al Sagrado Corazón realizada por el rey Alfonso XIII en el Cerro de los Ángeles en 1919.

## Historia
En 1940, el Ayuntamiento de la ciudad decidió colocar en un alto una estatua en piedra que representara al Sagrado Corazón de Jesús en actitud de bendecir a la ciudad de Soria. Se eligió para ello una pequeña explanada que había frente al depósito de agua de 1904 considerada entonces la mejor vista de la ciudad.
El presupuesto aprobado fue de 43.758,59 pesetas (263 euros) para la base monumental y de 25.000 pesetas (150 euros) para la imagen de Cristo. El constructor del monumento fue el maestro cantero Cayo Blázquez Tutor ayudado por sus hermanos Víctor y Marcelino quienes lo realizaron con piedra arenisca de Valonsadero a partir de septiembre de 1943. La primera imagen que se colocó era obra del escultor madrileño Luis Hoyos González y representaba a Jesús mirando al cielo y con los brazos extendidos junto al tronco.
Posteriormente la imagen fue sustituida por otra que representa a Cristo en actitud de bendecir y mirando a la población. También se sustituyeron los pináculos laterales estilizados y con bolas por otros troncocónicos y más simples.

## Descripción
Aunque conocido como monumento, se trata en realidad de una fuente monumental. Está formada por un alto prisma rectangular flanqueado por dos surtidores con varios saltos de agua sobre conchas. El monumento está ornamentado con pináculos, bolas y varios escudos entre los que figuran la Rueda de los Doce Linajes, el Escudo de Soria o los blasones de los antiguos partidos judiciales de la provincia. El conjunto se corona por la escultura del Sagrado Corazón de Jesús.